# ワーナー・アニメーション・グループ
ワーナー・ブラザース・ピクチャーズ・アニメーション（英: Warner Bros. Pictures Animation; WBPA）、旧：ワーナー・アニメーション・グループ（英: Warner Animation Group; WAG））は、ワーナー・ブラザース・ピクチャーズの長編アニメーション部門であるアメリカ合衆国のアニメ制作会社である。2004年に閉鎖されたセルアニメスタジオであるワーナー・ブラザース・フィーチャー・アニメーションの後継スタジオとして、2013年1月7日に設立された。また、通常のアニメーションスタジオであるワーナー・ブラザース・アニメーションの姉妹スタジオでもある。
最初の映画『LEGO ムービー』は2014年2月7日に公開され、最新作は2022年7月29日に『DC がんばれ!スーパーペット』である。ワーナー・アニメーション・グループが製作した映画の興行収入は、合計14億ドルに達している。

## 歴史
2013年1月7日、当時のスタジオの映画部門の責任者であるジェフ・ロビノフは、劇場用アニメーション映画を開発するためのシンクタンクと呼ばれる脚本開発部門、「ワーナー・アニメーション・グループ」を設立した。これには、ジョン・レクア、グレン・フィカーラ、ニコラス・ストーラー、ジャレッド・スターン、フィル・ロード&クリス・ミラーの各氏が参加している。ワーナー・ブラザースは、自分たちの作品の興行成績が、他のアニメーションスタジオの作品に負けないものになることを期待して、このグループを設立した。
2014年2月7日、ワーナー・アニメーション・グループは、両スピンオフ作品のアニメーションを担当したアニマル・ロジックによる初の映画『LEGO ムービー』を公開した。この作品は好評を博し、興行的にも成功を収めた。
2作目となる『コウノトリ大作戦!』は、2016年9月23日に公開され、批評家からは様々な評価を受けた。
2017年2月10日、ワーナー・アニメーション・グループは『レゴバットマン ザ・ムービー』を公開し、批評家から好意的な評価を受け、興行的にも成功を収めた。同年12月14日、ワーナー・ブラザースは、アリソン・アベートとクリス・リーヒーが副社長に就任したことを発表した。
レゴ ニンジャゴーをベースにした『レゴニンジャゴー ザ・ムービー』が2017年9月22日に公開された。公開後、本作は批評家から賛否両論の評価を受け、同スタジオの映画としては初めて予算を回収できない作品となった。
2018年9月28日に公開された『スモールフット』は、Rotten Tomatoesで75％の支持率を獲得し、批評家からはほぼ肯定的な評価を受け、全世界で2億1400万ドル以上の興行収入を記録した。
『レゴニンジャゴー ザ・ムービー』の続編である『レゴ ムービー 2』は、2019年2月8日に公開され、Rotten Tomatoesで85％の支持率を獲得したが、全世界で約1億9,230万ドルの興行収入にとどまり、予算をほとんど回収できず、スタジオとフランチャイズにとって2度目の興行不振となった。
2019年10月、ロックスミス・アニメーションはワーナー・ブラザースと複数年の制作契約を結び、ロックスミスの作品を配給することになった。
スクービー・ドゥーの映画シリーズをリブートしたアニメ『弱虫スクービーの大冒険』は、当初2020年5月15日に劇場公開される予定だったが、新型コロナウイルス感染症の世界的流行の影響で延期された。同年4月21日、同様の理由により、ビデオ・オン・デマンドに移行することが発表された。批評家からは様々な評価を受けた。
テレビアニメ『トムとジェリー』をベースにした実写/アニメーション映画が、2021年2月11日に海外で、2月26日に米国で劇場とHBO Maxで同時公開され、ワーナー・ブラザースが2019年11月にデビューさせた新シールドロゴのデザインに合わせて、同社の新ロゴもデビューさせた。
レブロン・ジェームズ主演の『スペース・プレイヤーズ』は、2021年7月16日に公開された。
2023年ごろに公開する予定であったCoyote Vs Acmeは事実上のルーニー・テューンズ　バック・イン・アクションの続編となる2Dアニメーションと実写を混ぜた映画となったが、ワーナーディスカバリーの方針による経費削減・節税の影響で『バットガール』、『弱虫スクービーの大冒険』の続編と同じくmax含め公開せずお蔵入りする方針となり、公開スケジュールに最低でも2026年まで空きができた。Coyote Vs Acmeの放映権に関しては他社に買い取られる可能性もある。

## 今後のリリース
マイケル・モーパーゴの児童文学『Toto The Dog-Gone Amazing Story Of The Wizard Of Oz』をミュージカル化した長編作品が、2021年2月にアニメーション制作を開始した。監督はアレックス・ティンバース、脚本はジョン・オーガスト、製作はデレク・フレイが担当している。

## 製作
ソニー・ピクチャーズ アニメーションやパラマウント・アニメーションと同様に、ワーナー・アニメーション・グループもアニメーション作品の制作を他のスタジオに委託している。アニマル・ロジック（『レゴ・ムービー』シリーズ、『DC Super Pets』）、ソニー・ピクチャーズ・イメージワークス（『コウノトリ大作戦!』、『スモールフット』）、リールFX・クリエイティヴ・スタジオズ（『弱虫スクービーの大冒険』）、フレームストア（『トムとジェリー』）、インダストリアル・ライト&マジック（『スペース・プレイヤーズ』）などがある。
作品の予算は、6,000万ドルから8,000万ドルの範囲内であることが多い。これまでの最も高価な作品である『レゴ ムービー 2』と『弱虫スクービーの大冒険』は、それぞれ9,900万ドルと9,000万ドルだった。脚本部門は、ピクサー・アニメーション・スタジオの「ブレーン・トラスト」に似ていると言われており、メンバーが互いに相談したり、互いのプロジェクトにフィードバックしたりしている。このグループは「シンクタンク」という愛称で呼ばれている。

## 作品

### 長編作品
| #  | タイトル邦題/原題                                    | 公開日        | 日本公開日     | 製作費       | 興行収入     | 上映時間 | RT  | MC |
| -- | ---------------------------------------------------- | ------------- | -------------- | ------------ | ------------ | -------- | --- | -- |
| 1  | LEGO ムービー The Lego Movie                         | 2014年2月6日  | 2014年3月21日  | $60,000,000  | $469,160,692 | 101分    | 96% | 83 |
| 2  | コウノトリ大作戦! Storks                             | 2016年9月23日 | 2016年11月3日  | $70,000,000  | $183,300,000 | 87分     | 65% | 56 |
| 3  | レゴバットマン ザ・ムービー The Lego Batman Movie    | 2017年2月9日  | 2017年4月1日   | $80,000,000  | $311,950,384 | 104分    | 89% | 75 |
| 4  | レゴニンジャゴー ザ・ムービー The Lego Ninjago Movie | 2017年9月21日 | 2017年9月30日  | $70,000,000  | $123,081,555 | 102分    | 55% | 55 |
| 5  | スモールフット Smallfoot                             | 2018年9月28日 | 2018年10月12日 | $80,000,000  | $214,140,103 | 96分     | 76% | 60 |
| 6  | レゴ ムービー 2 The Lego Movie 2: The Second Part    | 2019年2月7日  | 2019年3月29日  | $99,000,000  | $192,300,000 | 107分    | 84% | 65 |
| 7  | 弱虫スクービーの大冒険 Scoob!                        | 2020年5月15日 | 2020年12月9日  | $90,000,000  | $24,900,000  | 93分     | 48% | 43 |
| 8  | トムとジェリー Tom and Jerry                         | 2021年2月26日 | 2021年3月19日  | $78,000,000  | $77,500,000  | 101分    | 30% | 32 |
| 9  | スペース・プレイヤーズ Space Jam: A New Legacy       | 2021年7月16日 | 2021年8月27日  | $150,000,000 | $162,800,000 | 116分    | 25% | 36 |
| 10 | DC がんばれ!スーパーペット DC League of Super-Pets   | 2022年7月29日 | 2022年8月26日  | $90,000,000  | $198,400,000 | 105分    | 72% | 56 |

### 公開予定の作品
| 11 | キャット・イン・ザ・ハット | 2026年2月27日 | 公開未定 |  |
| 12 | コヨーテVSアクメ           | 2026年8月28日 | 公開未定 |  |
| 13 | Bad Fairies                | 2027年7月23日 | 公開未定 |  |
| 14 | Margie Claus               | 2027年11月5日 | 公開未定 |  |
| 15 | Oh, the Places You'll Go!  | 2028年3月17日 | 公開未定 |  |
| 16 | Dynamic Duo                | 2028年6月30日 | 公開未定 |  |
| 17 | トト                       | 公開未定      | 公開未定 |  |

### 企画中の作品
- Funko（英語版）
- The Ice Dragon（英語版）
- 原始家族フリントストーン[22]
- Thing One and Thing Two[5]
- Zero

### 短編作品
| #  | タイトル邦題/原題                                             | 公開日         | 種類                   |
| -- | ------------------------------------------------------------- | -------------- | ---------------------- |
| 1  | Enter the Ninjago                                             | 2014年6月17日  | 短編オリジナルビデオ   |
| 2  | The Lego Movie: 4D – A New Adventure                          | 2016年1月29日  | 4Dアトラクション       |
| 3  | The Master                                                    | 2016年9月23日  | 劇場用短編作品         |
| 4  | Pigeon Toady's Guide to Your New Baby                         | 2016年12月6日  | 短編オリジナルビデオ   |
| 5  | Dark Hoser                                                    | 2017年6月13日  | 短編オリジナルビデオ   |
| 6  | Batman is Just Not That Into You                              | 2017年6月13日  | 短編オリジナルビデオ   |
| 7  | Cooking with Alfred                                           | 2017年6月13日  | 短編オリジナルビデオ   |
| 8  | Movie Sound Effects: How Do They Do That?                     | 2017年6月13日  | 短編オリジナルビデオ   |
| 9  | Shark E. Shark in "Which Way to the Ocean?"                   | 2017年12月19日 | 短編オリジナルビデオ   |
| 10 | Zane's Stand Up Promo                                         | 2017年12月19日 | 短編オリジナルビデオ   |
| 11 | Turkish Airlines: Safety Video with The LEGO Movie Characters | 2018年8月1日   | インターネットショート |
| 12 | Emmet's Holiday Party                                         | 2018年12月10日 | インターネットショート |
| 13 | Super Doozie                                                  | 2018年12月11日 | 短編オリジナルビデオ   |
| 14 | "Everything is Awesome" Dance Together Music Video            | 2019年1月8日   | インターネットショート |

## フランチャイズ
| タイトル邦題/原題            | 長編作品数 | テレビシリーズ数 | 初公開       | 最新公開      |
| ---------------------------- | ---------- | ---------------- | ------------ | ------------- |
| LEGO ムービー The Lego Movie | 4          | 3                | 2014年2月7日 | 2020年8月27日 |